# Nicolaas Baechem
Nicolaas Baechem of Nicolaus Egmondanus (Egmond, ca. 1470 - Leuven, 24 augustus 1526) was een pater karmeliet, theoloog aan de Leuvense universiteit en inquisiteur in de Spaanse Nederlanden. Vanuit zijn conservatisme bestreed hij de Hervorming en polemiseerde hij tot in zijn graf met Desiderius Erasmus.

## Leven
De uit Egmond afkomstige Baechem ging in 1487 studeren in Leuven en vervoegde de Pedagogie De Valk. Als primus van zijn jaar behaalde hij in 1491 de graad van magister artium. Terwijl hij een lesopdracht filosofie volbracht, studeerde hij verder theologie onder de latere paus Adriaan Boeyens. Hij werd doctor in die discipline in december 1505 en trad in maart 1507 in bij de bedelorde der karmelieten te Mechelen. Hij keerde in 1510 terug naar Leuven om als regent de leiding te nemen van het aan de universiteit verbonden studiehuis der karmelieten. Hij preekte regelmatig in de Sint-Jacobskerk. Na er zeven jaar theologie te hebben onderricht, stapte hij in 1517 over naar het karmelietenklooster van Brussel, waar hij prior en regent was. Het volgende jaar al keerde hij terug naar Leuven, waar hij tot zijn dood het studiehuis zou leiden. In 1520-1521 was hij aanwezig bij boekverbrandingen in Leuven en Antwerpen. Als inquisiteur was hij van 1521 tot 1524 betrokken bij geloofsonderzoeken. Hij stierf op 23 of 24 augustus 1526 en werd begraven in de kapittelzaal van het Mechelse klooster, in een fraaie tombe die werd vernield in de Engelse Furie van 1580.

## Inquisiteur
Op 6 december 1521 werd Baechem door Robert de Croÿ aangesteld tot bisschoppelijk inquisiteur. Hij toonde zich een tegenstander van de humanistische theologie die onder invloed van Erasmus wortel probeerde te schieten in Leuven. In agressieve preken keerde hij zich tegen het lutherse en erasmiaanse ideeëngoed, dat hij steeds in één adem noemde en als ketterij bestempelde. Hierdoor zag Erasmus zich gedwongen Leuven te verlaten en naar de vrijstad Bazel te verhuizen.
Zijn eerste opdracht was het onderzoek naar de hervormingsgezinde augustijnenprior Jacob Proost, die zijn dwaling herriep. Baechem was ook aanwezig bij de vuurdood van de augustijnenbroeders Hendrik Voes en Jan van Essen in 1523. In juli 1524 zou hij uit zijn ambt zijn ontheven, misschien omdat hij te dicht stond bij de in diskrediet gebrachte Frans van der Hulst.

## Tegenstander van Erasmus
In 1516 verscheen Erasmus' Novum Instrumentum omne, een kritische, geannoteerde editie van het Nieuwe Testament met Griekse brontekst en Latijnse vertaling. Baechem hield vast aan de Vulgaat en viel deze humanistische mijlpaal aan. Toen de auteur zich in Leuven vestigde en het debat erover wilde aangaan, vernam hij naar eigen zeggen van Baechem dat deze het werk niet had gelezen. Bij de tweede, verbeterde editie van 1519 was de karmeliet opnieuw zeer negatief. Uiteindelijk verdedigde Erasmus zich in 1522 schriftelijk met zijn Apologia de loco 'omnes quidem'.
Datzelfde jaar verscheen zijn Familiarium colloquiorum formulae, waarin Baechem prompt lutherse standpunten ontwaarde inzake biecht, aflaten en vasten. In deze Colloquia had Erasmus hem rechtstreeks aangevallen, daarbij het sarcasme niet schuwend. Hij vergeleek de karmeliet zelfs met een kameel (spelend op Carmelita-Camelita). Op eigen initiatief zette Baechem zich aan een censuur van Erasmus' Nieuw Testament, Colloquia en Lof der Zotheid. Uiteindelijk bekwam de humanist van paus Adrianus VI een diploma dat Baechem oplegde over hem te zwijgen. Zijn hekel aan de pater was zo groot dat hij naar aanleiding van Baechems dood een bijtend grafschrift pende (anoniem, maar door Molanus toegeschreven aan Erasmus): "Hier ligt de Egmonder, een onnutte last van de aarde. Hij had de razernij lief, moge hij geen rust hebben". De karmelieten reageerden met een epitaaf op het Mechelse graf dat zich afvroeg waarom de dode onder sarcasme zou moeten lijden en als antwoord gaf dat Erasmus van die stijl een gewoonte had gemaakt.

## Geschriften
Baechem liet verschillende handschriften na, waarvan er geen enkel de Tachtigjarige Oorlog heeft overleefd:
- Oratio latina ad PP. Carmelitas in capitulo provinciali anno 1515 congregatos
- Prælectiones academicæ
- Sermones de tempore et de sanctis, Bruxellis, Mechliniæ et Lovanii habiti
- Censuræ in Novum Testamentum Desiderii Erasmi, in ejusdem Colloquia et Moriam
- Commentarius in Evangelium Matthæi (commentaar op het Evangelie volgens Matteüs)
- Commentarius in epistolas Paulinas (commentaar op de Brieven van Paulus aan de Romeinen en aan de Korinthiërs)
- Commentarius in septem epistolas catholicas

## Voetnoten
1. ↑  Paul Fredericq, Corpus documentorum inquisitionis haereticae pravitatis Neerlandicae. Verzameling van stukken betreffende de pauselijke en bisschoppelijke inquisitie in de Nederlanden, vol. IV, 1900, p. 80-81
2. ↑  https://geschiedenismagazine.nl/erasmus-vs-de-inquisitie
3. ↑  HIC IACET EGMUNDUS, TELLURIS INUTILE PONDUS / DILEXIT RABIEM, NON HABEAT REQUIEM
4. ↑  HIC IACET EGMUNDUS, QUI DOCTOR IN ARTE PROFONDUS / QUAM TREMIT HÆRETICUS, DUM PREMIT EXIMIUS / QUID FERT SARCASMO? STYLUS EST CONSUETUS ERASMO / VIVENTEM TIMUIT; POST OBITUM IMPETIIT / MAXIMA VIVENTEM DEVINCERE PALMA FUISSET / DUCERE CUM EXANIMI PRÆLIA, QUALE PROBRUM

- Bibsys: 90509257
- Gemeinsame Normdatei: 119612003
- International Standard Name Identifier: 0000 0003 9476 9584
- Nederlandse Thesaurus van Auteursnamen: 125254512
- Virtual International Authority File: 167148995739359750186